# Club Natació Sabadell (pallanuoto maschile)
Il Club Natació Sabadell è la squadra maschile di pallanuoto dell'omonima società polisportiva spagnola di Sabadell, nei pressi di Barcellona. Nel suo palmarès vanta tre Coppa del Re, quattro Supercoppe di Spagna ed una LEN Euro Cup.

## Storia
La squadra di pallanuoto maschile è nata quasi parallelamente alla fondazione del club da parte di Joan Valls y Vidal nel 1916. La squadra disputò inizialmente le partite casalinghe nella piscina di calle Lacy, che fu inaugurata il 23 giugno 1918. L'impianto fu il primo acqua dolce in tutta la Spagna. Dal 1959 la squadra disputa le gare nella piscina coperta del club di calle Montcada. Nel 1998 ha vinto la sua prima Coppa del Re, battendo in finale il Real Canoe. 
Molti pallanuotisti di caratura internazionale hanno fatto parte della squadra. Quattordici di questi hanno ottenuto la convocazione ai Giochi olimpici estivi: Joan Serra (Londra 1948 e Helsinki 1952), Dani Ballart (Sydney 2000), Gustavo Marcos, (Jesús Rollán, Sergi Pedrerol e Dani Ballart (Atene 2004), e Iñaki Aguilar e Iván Pérez (Londra 2012). Dani Ballart fu anche campione iridato a Perth 1998 e Fukuoka 2001.

## Squadra

### Rosa 2025-2026
| N° |                     | Ruolo | Giocatore              |
| -- | ------------------- | ----- | ---------------------- |
|    | Spagna (bandiera)   | P     | Eduardo Lorrio         |
|    | Spagna (bandiera)   | P     | Xavier Teclas          |
|    | Spagna (bandiera)   |       | Tiago Carrio Mandolini |
|    | Spagna (bandiera)   |       | Biel Degracia Jarque   |
|    | Spagna (bandiera)   |       | Sergi Franch Pallisera |
|    | Spagna (bandiera)   |       | Alex Llaurado Corbella |
|    | Spagna (bandiera)   |       | Aleix Marce Castane    |
|    | Spagna (bandiera)   |       | Noah Romeva Riba       |
|    | Spagna (bandiera)   |       | Tomas Soler Roizarena  |
|    | Spagna (bandiera)   |       | Josep Bonet            |
|    | Spagna (bandiera)   |       | Oscar Asensio          |
|    | Germania (bandiera) |       | Fynn Schütze           |

| N° |                        | Ruolo | Giocatore               |
| -- | ---------------------- | ----- | ----------------------- |
|    | Montenegro (bandiera)  |       | Stefan Vidović          |
|    | Spagna (bandiera)      |       | Alberto Barroso         |
|    | Paesi Bassi (bandiera) |       | Guus van Ijperen        |
|    | Bielorussia (bandiera) |       | Kanstantsin Averka      |
|    | Spagna (bandiera)      |       | Jan Perez               |
|    | Spagna (bandiera)      |       | Blai Mallarach          |
|    | Italia (bandiera)      |       | Vincenzo Renzuto Iodice |
|    | Stati Uniti (bandiera) |       | Alex Bowen              |
|    | Slovacchia (bandiera)  |       | Martin Faměra           |
|    | Brasile (bandiera)     |       | Rafael Real             |
|    | Stati Uniti (bandiera) |       | Jack Larsen             |

## Palmarès

### Trofei nazionali
- Copa del Rey: 3

1998, 2005, 2012
- Supercopa de España: 4

2002, 2005, 2012, 2020

### Trofei internazionali
- LEN Euro Cup: 1

2021-22